# Группа РТМ
Группа РТМ — одна из крупнейших российских девелоперских компаний в области торговой недвижимости основанная в 2006 и по данным на 2011 год находящаяся на стадии банкротства.

## Собственники
На 28 января 2009 года акционерами группы являлись: структуры, близкие к владельцам «Сибирского цемента» (36,92 %), «КИТ Финанс» (16,94 %), ФИНАМ (12,85 %), JPMorgan Chase (10,71 %), Эдуард Вырыпаев (4,97 %).
На 1 сентября 2008 года Free-float компании оценивался в 28,6 %.

## Руководство
До марта 2008 года Председателем совета директоров ОАО «РТМ» был Георгий Трефилов.
Генеральный директор — Сергей Храпунов.

## Структура
Основные компании Группы «РТМ» — ОАО «РТМ» (материнская компания группы) и ЗАО «РТМ Девелопмент».

## Деятельность

### Сферы деятельности
Основными направлениями деятельности являлись развитие и управление современными многофункциональными торговыми комплексами в крупнейших городах России.
Компании группы выполняли весь цикл работ по реализации проектов коммерческой недвижимости — от разработки концепции и строительства до управления готовыми проектами.

### Натуральные показатели
В портфель группы входило 56 объектов коммерческой недвижимости в Москве, Санкт-Петербурге, Самаре, Казани, Красноярске, Воронеже, Туле, Липецке, Брянске, Курске, Ставрополе, Мытищах и Одинцово.
Общая площадь объектов компании, относящихся к сегменту коммерческой недвижимости, составляла 558 519 м², арендопригодная площадь — 376 154 кв. м.
В число арендаторов Группы «РТМ» входили Real (METRO Group), Media Markt, Billa (REWE Group), Мосмарт, Спортмастер, Техносила, Банана-мама.

### Финансовые показатели
В 2007 году чистая прибыль компании составляла 115,6 млн долларов США.
По итогам первого полугодия 2008 года чистый финансовый долг компании составил 482,3 млн долларов США (до конца 2009 года необходимо было погасить кредиты на сумму более, чем 80 млн долларов США). При этом стоимость чистых активов девелопера достигла 538,4 млн долларов США. 16 ноября 2008 года РТМ не смог исполнить пут-опцион (право кредиторов предъявить эмитенту облигации к выкупу) по еврооблигациям на 55 млн долларов США.
Среди основных кредиторов БТА Банк (82 млн долларов США) и Сбербанк России (48,9 млн долларов США).

## История
ОАО РТМ создано в 2005 году холдингом «Марта» Георгия Трефилова и самарской ГК «Время» Эдуарда Вырыпаева.
Группа основана в 2006 году.
В январе 2007 года акции компании начали торговаться на РТС, в октябре того же года — на ММВБ, а позже на внебиржевом рынке в Европе в форме GDR.
В начале лета 2009 года генеральный директор РТМ Сергей Храпунов заявил, что «высока вероятность того, что компания запустит процедуру банкротства». 14 июля 2009 года было зарегистрировано заявление о банкротстве.